# Saint-Blaise-du-Buis
Saint-Blaise-du-Buis – miejscowość i gmina we Francji, w regionie Owernia-Rodan-Alpy, w departamencie Isère. Nazwa miejscowości pochodzi od imienia św. Błażeja, natomiast buis oznacza bukszpan.
Według danych na rok 1990 gminę zamieszkiwało 826 osób, a gęstość zaludnienia wynosiła 152 osób/km² (wśród 2880 gmin regionu Rodan-Alpy Saint-Blaise-du-Buis plasuje się na 887. miejscu pod względem liczby ludności, natomiast pod względem powierzchni na miejscu 1483.).